# Roberto Soldado
Roberto Soldado Rillo (pronunție în spaniolă [roˈβerto solˈdaðo ˈriʎo]; n. 27 mai 1985, Valencia, Comunitatea Valenciană, Spania) este un fotbalist profesionist spaniol care evoluează în prezent la Levante în La Liga, ca atacant.

## Palmares

### Club
Real Madrid
- La Liga: 2007–08
- Supercopa de España: Finalist 2007

### Națională
Spania
- Cupa Confederațiilor FIFA: Finalist 2013

Spania U19
- UEFA U-19 Championship: 2004

### Individual
- Trofeul Zarra (Segunda División):  2005–06
- Trofeul Zarra (La Liga): 2011–12

## Goluri internaționale
| #  | Data               | Stadion                            | Oponent           | Scor | Rezultat | Competiție                                             |
| -- | ------------------ | ---------------------------------- | ----------------- | ---- | -------- | ------------------------------------------------------ |
| 1. | 29 februarie 2012  | La Rosaleda, Málaga, Spain         | Venezuela         | 3–0  | 5–0      | Meci amical                                            |
| 2. | 29 februarie 2012  | La Rosaleda, Málaga, Spain         | Venezuela         | 4–0  | 5–0      | Meci amical                                            |
| 3. | 29 februarie 2012  | La Rosaleda, Málaga, Spain         | Venezuela         | 5–0  | 5–0      | Meci amical                                            |
| 4. | 11 septembrie 2012 | Boris Paichadze, Tbilisi, Georgia  | Georgia           | 1–0  | 1–0      | Calificările pentru Campionatul Mondial de Fotbal 2014 |
| 5. | 11 iunie 2013      | Yankee Stadium, New York, SUA      | Republica Irlanda | 1–0  | 2–0      | Meci amical                                            |
| 6. | 16 iunie 2013      | Arena Pernambuco, Recife, Brazilia | Uruguay           | 2–0  | 2–1      | Cupa Confederațiilor FIFA 2013                         |
| 7. | 10 septembrie 2013 | Stade de Genève, Geneva, Elveția   | Chile             | 1–1  | 2–2      | Meci amical                                            |

## Statistici

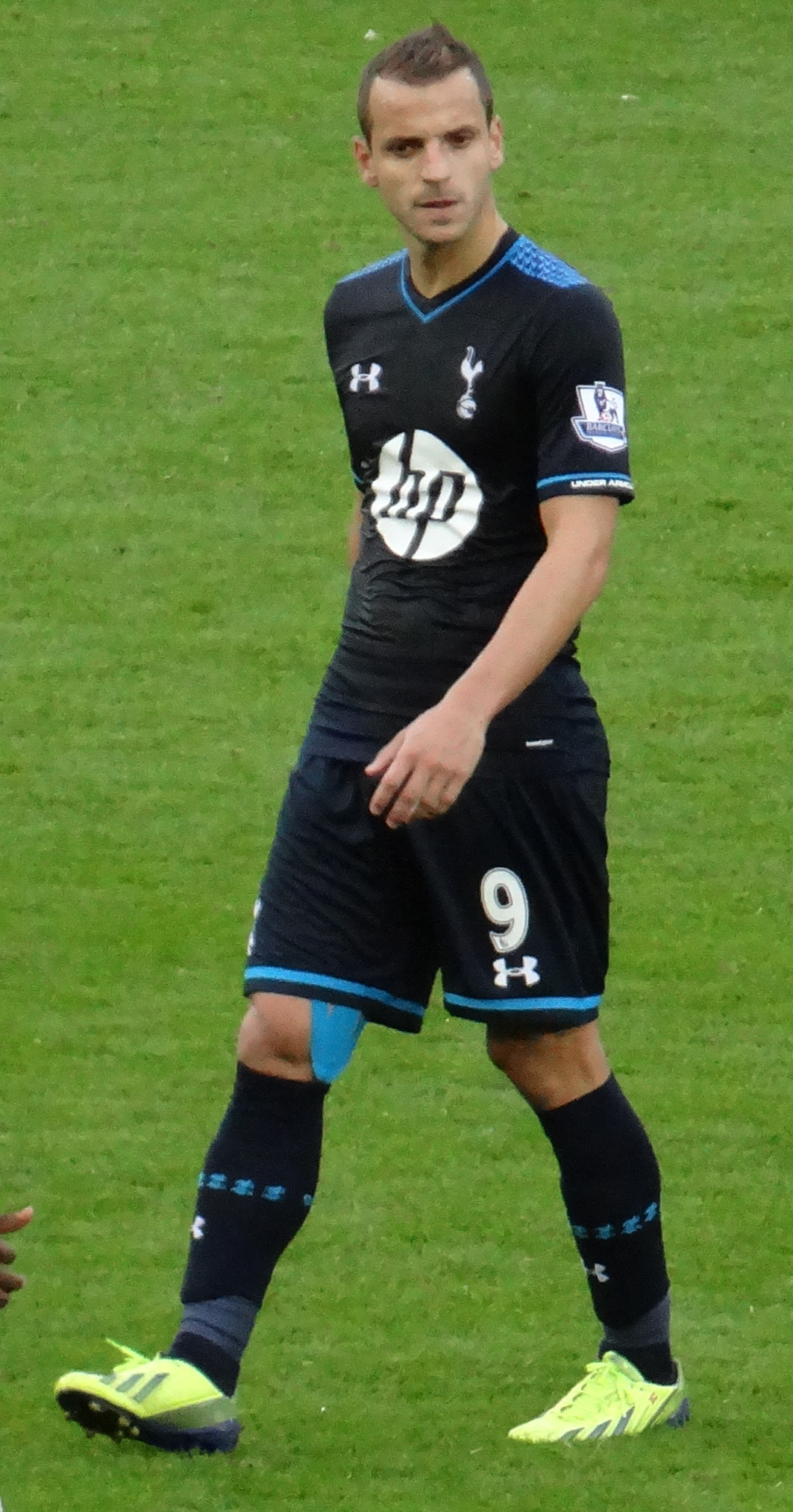
Soldado la Tottenham

La 2 martie 2014.
| Club              | Sezon            | Campionat | Campionat | Cupă    | Cupă   | Europa  | Europa | Total   | Total  |
| Club              | Sezon            | Meciuri   | Goluri    | Meciuri | Goluri | Meciuri | Goluri | Meciuri | Goluri |
| ----------------- | ---------------- | --------- | --------- | ------- | ------ | ------- | ------ | ------- | ------ |
| Real Madrid B     | 2002–03          | 26        | 7         | —       | —      | —       | —      | 26      | 7      |
| Real Madrid B     | 2003–04          | 31        | 16        | —       | —      | —       | —      | 31      | 16     |
| Real Madrid B     | 2004–05          | 34        | 21        | —       | —      | —       | —      | 34      | 21     |
| Real Madrid B     | 2005–06          | 29        | 19        | —       | —      | —       | —      | 29      | 19     |
| Real Madrid B     | Total            | 120       | 63        | —       | —      | —       | —      | 120     | 63     |
| Real Madrid       | 2004–05          | 0         | 0         | 2       | 0      | 0       | 0      | 2       | 0      |
| Real Madrid       | 2005–06          | 11        | 2         | 4       | 1      | 2       | 1      | 17      | 4      |
| Real Madrid       | Total            | 11        | 2         | 6       | 1      | 2       | 1      | 19      | 4      |
| Osasuna           | 2006–07          | 30        | 11        | 3       | 1      | 11      | 1      | 44      | 13     |
| Osasuna           | Total            | 30        | 11        | 3       | 1      | 11      | 1      | 44      | 13     |
| Real Madrid       | 2007–08          | 5         | 0         | 2       | 0      | 1       | 0      | 8       | 0      |
| Real Madrid       | Total            | 5         | 0         | 2       | 0      | 1       | 0      | 8       | 0      |
| Getafe            | 2008–09          | 34        | 13        | 0       | 0      | —       | —      | 34      | 13     |
| Getafe            | 2009–10          | 26        | 16        | 6       | 4      | —       | —      | 32      | 20     |
| Getafe            | Total            | 60        | 29        | 6       | 4      | —       | —      | 66      | 33     |
| Valencia          | 2010–11          | 34        | 18        | 3       | 1      | 7       | 6      | 44      | 25     |
| Valencia          | 2011–12          | 32        | 17        | 6       | 3      | 13      | 7      | 51      | 27     |
| Valencia          | 2012–13          | 35        | 24        | 4       | 2      | 7       | 4      | 46      | 30     |
| Valencia          | Total            | 101       | 59        | 13      | 6      | 27      | 17     | 141     | 81     |
| Tottenham Hotspur | 2013–14          | 23        | 6         | 1       | 0      | 5       | 5      | 29      | 11     |
| Tottenham Hotspur | Total            | 23        | 6         | 1       | 0      | 5       | 5      | 29      | 11     |
| Total în carieră  | Total în carieră | 350       | 170       | 31      | 12     | 46      | 24     | 427     | 205    |